# Liste der Kulturdenkmäler in Schindhard
In der Liste der Kulturdenkmäler in Schindhard sind alle Kulturdenkmäler der rheinland-pfälzischen Ortsgemeinde Schindhard aufgeführt. Grundlage ist die Denkmalliste des Landes Rheinland-Pfalz (Stand: 14. Dezember 2023).

## Einzeldenkmäler
| Bezeichnung                     | Lage                              | Baujahr                 | Beschreibung                                                                           | Bild                           |
| ------------------------------- | --------------------------------- | ----------------------- | -------------------------------------------------------------------------------------- | ------------------------------ |
| Wohnhaus                        | Hauptstraße 22 Lage               |                         | Fachwerkhaus, verputzt                                                                 | weitere Bilder Fotos hochladen |
| Hofanlage                       | Hauptstraße 29 Lage               | 1810                    | Hofanlage; Einfirstanlage, Fachwerk, Freitreppe, Stall bezeichnet 1810                 | weitere Bilder Fotos hochladen |
| Katholische Kirche St. Antonius | Hauptstraße, hinter Nr. 47 Lage   | 1927/28                 | fünfachsiger Saalbau, 1927/28                                                          | weitere Bilder Fotos hochladen |
| Wohnhaus                        | Hauptstraße 53 Lage               | 1753                    | eingeschossiges Fachwerkhaus auf hohem Kellersockel, bezeichnet 1753                   | weitere Bilder Fotos hochladen |
| Bildstock und Friedhofskreuz    | Hauptstraße, Ecke Burgstraße Lage | 16. und 18. Jahrhundert | Bildstock, Rotsandstein, wohl aus dem 16. Jahrhundert; Friedhofskreuz, 18. Jahrhundert | weitere Bilder Fotos hochladen |
| Quereinhaus                     | Schulstraße 3 Lage                | 1789                    | stattliches Fachwerk-Quereinhaus, teilweise massiv, Krüppelwalmdach, bezeichnet 1789   | weitere Bilder Fotos hochladen |